# 近藤高子
近藤 高子（こんどう たかこ、1935年10月4日 - ）は、日本の女性声優。東京都出身。本名・旧芸名は近藤 多佳子（読み同じ）。

## 略歴
上智大学卒業。
かつては劇団波の会、東京俳優生活協同組合、かかしプロダクション、プロダクションTHG、江崎プロダクション、九プロダクションに所属していた。

## 人物
趣味は歌。資格は運転免許。

## 出演

### テレビアニメ
1966年
- おそ松くん（第1作）（母さん〈2代目〉）

1967年
- パーマン（第1作）（ママ）
- マッハGoGoGo（第1作）（達也）

1970年
- いなかっぺ大将（校長）

1971年
- さすらいの太陽（一夫）

1972年
- ゲゲゲの鬼太郎（第2作）

1973年
- けろっこデメタン（カエルの子）
- ジャングル黒べえ
- ど根性ガエル
- ドロロンえん魔くん（1973年 - 1974年、ツトム）

1974年
- アルプスの少女ハイジ（ブリギッテ〈2代目〉）
- てんとう虫の歌（ソネ）

1975年
- フランダースの犬（マーサ）

1976年
- ほかほか家族（山野まこと）

1977年
- 超電磁マシーン ボルテスV（光代）

1978年
- サザエさん（浜夫人）
- 新・巨人の星
- ペリーヌ物語

1979年
- ベルサイユのばら（アデレイド）

1980年
- 鉄腕アトム (アニメ第2作)（老婆）
- 伝説巨神イデオン（カミューラ、ジョーダン・エルミ）

1981年
- 家族ロビンソン漂流記 ふしぎな島のフローネ（フローネの友達）
- 新・ど根性ガエル
- ヤットデタマン（母）
- 名犬ジョリィ（サラ）

1982年
- ドラえもん（テレビ朝日版第1期）（伊藤翼のママ）
- 魔法のプリンセス ミンキーモモ（第1作）（ティム）

1985年
- オバケのQ太郎

1986年
- 愛少女ポリアンナ物語（ダルギン）

1987年
- エスパー魔美（おばさん）
- おらぁグズラだど（女学生、ネズミ、スチュワーデス 他）

1990年
- 藤子不二雄Aの夢魔子（母）
- YAWARA!（1990年 - 1992年、さやかの母、女医師）

1991年
- 美味しんぼ（1991年 - 1992年、おかみさん、清谷夫人、おチヨ〈中川チヨ〉）

1994年
- 機動武闘伝Gガンダム（魚屋のおばさん）
- クレヨンしんちゃん（成金ばあちゃん、看護婦）

2000年
- 週刊ストーリーランド（主婦、オバサン）

2001年
- PROJECT ARMS The 2nd Chapter（赤木祥子）

2004年
- あたしンち（料理の先生）

### 劇場アニメ
1967年
- 少年ジャックと魔法使い

1981年
- 機動戦士ガンダムII 哀・戦士編（育児官）

1982年
- 新・ど根性ガエル ど根性・夢枕

1990年
- チンプイ エリさま活動大写真（リリンの母）

1992年
- YAWARA! それゆけ腰ぬけキッズ!!（俊彦の母）

1994年
- どすこい!わんぱく土俵（大野優子）

### ゲーム
- キングダム ハーツII（2005年、ワードローブ）

### 吹き替え
- 愛のそよ風（ベティ〈マージ・デュセイ〉）※フジテレビ版
- 危険な情事
- 幸せはパリで（グレース・グリーンロウ〈マーナ・ロイ〉）※テレビ版（DVD収録）
- 新・おしゃれ泥棒（アン）
- 美女と野獣（ワードローブ）
- 美女と野獣 ベルのファンタジーワールド（ワードローブ）
- 見えない恐怖（ベティ）